# 7248 Älvsjö
7248 Älvsjö è un asteroide della fascia principale. Scoperto nel 1992, presenta un'orbita caratterizzata da un semiasse maggiore pari a 2,2049625 UA e da un'eccentricità di 0,1760210, inclinata di 5,43984° rispetto all'eclittica.